# Alfons IV de Lleó
Alfons IV de Lleó, dit el Monjo (ca. 899 - Ruiforco de Torío, 931), fou rei de Lleó (925-931) i rei de Galícia (929-931).

## Orígens familiars
Nascut vers 899, va ser fill d'Ordoni II de Lleó i de la seva esposa, Elvira Menéndez. La filiació materna està comprovada documentalment, atès que Alfons anomena oncle al comte Gutier Menéndez. Va ocupar el tron de Lleó un cop acabada la Guerra civil lleonesa entre els seus germans i el seu cosí Alfons Froilaz, el qual el 925 s'havia apoderat del tron lleonès. Ell i els seus germans, que havien rebut suport del rei Sanç I de Navarra, havien aconseguit restablir el domini sobre els territoris del seu pare, però la sobirania del regne estava molt fragmentada, ja que el seu germà Sanç Ordoni regnava a Galícia i l'altre germà, Ramir, ho feia a Portugal.

## Matrimoni
Es va casar amb la infanta navarresa Ònnega Sanxes, filla de Sanç I Garcés i Toda Asnar, entre el 9 de gener del 925 i el 5 de novembre del 927. Del matrimoni només en va néixer un fill, el futur monarca Ordoni IV, rei de Lleó, nascut vers el 926.

## Renúncia al tron
El 929 morí el seu germà Sanç Ordoni, per la qual cosa rebé en herència el Regne de Galícia, ja que Sanç havia mort sense hereus. El 931, amb la mort d'Ònnega de Pamplona, va renunciar al tron lleonès i el va cedir al seu germà Ramir II, retirant-se a un monestir.
Al cap d'un temps, va rectificar la seva decisió, tot i que se'n desconeix el motiu, i va intentar de recuperar el poder mitjançant les armes, però fou vençut pel seu germà, que va ordenar que li traguessin els ulls i el tanquessin a la presó, morint el 933.